# Eucera frater
Eucera frater är en biart som först beskrevs av Cresson 1878.  Eucera frater ingår i släktet långhornsbin, och familjen långtungebin.

## Underarter
Arten delas in i följande underarter:
- E. f. lata
- E. f. albopilosa
- E. f. frater